# Frank Iero
 (juillet 2007).
Si vous disposez d'ouvrages ou d'articles de référence ou si vous connaissez des sites web de qualité traitant du thème abordé ici, merci de compléter l'article en donnant les références utiles à sa vérifiabilité et en les liant à la section « Notes et références ».
Frank Anthony Iero Jr, né le 31 octobre 1981, est un musicien américain originaire de Belleville, dans le New Jersey. Il fait partie du groupe de rock My Chemical Romance (dissous en 2013 puis reformé en 2019).

## Biographie
Fils et petit-fils de batteurs, Frank commence la musique à l'âge de 3 ans, en apprenant dans un premier temps la batterie. Il expérimente ensuite le piano puis le saxophone, mais c'est sa volonté d'apprendre à écrire des chansons qui le mène vers la guitare. 
Après le divorce de ses parents, lorsqu'il a sept ans, Frank commence à passer ses week-ends chez son père, qui l'emmène à ses concerts dans un groupe de blues, ainsi qu'à ceux de son grand-père.
Enfant, il a fréquenté l'école catholique avant d'entamer des études à l'Université Rutgers qu'il abandonne pour se consacrer à la musique. Il explique avoir appris à jouer de la guitare en imitant Billie Joe Armstrong, le leader du groupe Green Day[réf. souhaitée]. Outre ce musicien, il admire aussi The Misfits, The Bouncing Souls, American Nightmare, Beastie Boys, Nirvana et Black Flag.
Il commence à jouer dans des groupes à l'âge de 11 ans. Il joue son premier concert à l'âge de quatorze ans, dans un groupe nommé Steve Weil and the Disco Kings, pour le bal de promo de son lycée. Il se souvient notamment d'y avoir repris la chanson Aneurysm de Nirvana. Plus tard, il fonde d'autres petits groupes, comme Hybrid ou Sector 12.
En 2001, son groupe Pencey Prep, dont il est guitariste et chanteur, sort son premier et unique album, Heartbreak in Stereo, sur le label indépendant Eyeball Records. Pencey Prep se sépare peu de temps après. Il rejoint le groupe My Chemical Romance en tant que guitariste rythmique peu de temps après la formation du groupe et avant l'enregistrement de leur premier album, I Brought You My Bullets, You Brought Me Your Love. Il s'occupait également des chœurs, et en particulier, des "hurlements". Il est réputé pour être totalement dans la musique, quitte à se jeter à terre pendant ces concerts.[réf. souhaitée]. Frank Iero joua également avec Hybrid, Sector 12 et brièvement avec I Am Graveyard. Frank Iero utilise entre autres une guitare Epiphone Elitist Les Paul Custom.
Il crée en 2007 un groupe nommé Leathermouth dont il est le chanteur, et sort l'album XO en 2009. Il a également créé sa propre marque de vêtements, label musical et compagnie de publication appelée Skeleton Crew.
En 2013, il fonde avec James Dewees, claviériste de My Chemical Romance, un nouveau projet musical nommé Death Spells. Leur premier album, initialement prévu pour 2013, sort finalement le 29 Juillet 2016 sous le nom Nothing Above, Nothing Below.
Depuis la séparation de My Chemical Romance, le 22 mars 2013, Frank continue de faire de la musique dans différents projets. Il fonde le groupe frnkiero andthe cellabration et sort un album intitulé Stomachaches le 25 août 2014. Le 22 mai 2016, il annonce la formation d'un nouveau groupe, Frank Iero and the Patience. En octobre 2016, il est victime d'un accident pendant la tournée de son groupe en Australie. Un bus sans passager le renverse ainsi que deux autres membres de son groupe, qui entraîne l'annulation du reste de sa tournée. L'album de Frank Iero and the Patience, intitulé Parachutes, sort le 28 octobre 2016. Ils sortent par ailleurs un EP, nommé Keep The Coffins Coming, en 2017.
Après plusieurs semaines de teasing, il annonce début 2019 son nouveau projet, Frank Iero and the Future Violents. Leur album, intitulé Barriers, sort en mai 2019. Dans cet album, il se confie notamment sur les effets qu'ont eu sur lui l'accident qu'il a vécu en 2016 dans la chanson "Six Feet Down Under".
Quant à l'éventuel retour de My Chemical Romance, Frank a, à plusieurs reprises, dit que cela n'arriverait pas... Mais ce n'était pas vrai ! Le groupe a annoncé son grand retour le 31 octobre 2019, et Frank Iero reprend donc son rôle de guitariste de MCR à partir de cette date.
Le 15 janvier 2021, son groupe Frank Iero and the Future Violents sortent un nouvel EP, nommé "Heaven Is A Place, This Is A Place". 
En 2022, Frank Iero intègre le nouveau groupe L.S. Dunes, composé de membres des groupes Thursday, Coheed and Cambria et Circa Survive. Leur premier single, Permanent Rebellion, sort le 26 août 2022, avant un premier album, Past Lives, sorti le 11 novembre 2022. 
Le 31 janvier 2025, L.S. Dunes sortent leur deuxième album, Violet.

## Vie privée
Frank Iero est marié à Jamia Nestor depuis le 9 mars 2008. Le couple a deux jumelles, Cherry et Lily, nées fin septembre 2010. Il est à nouveau papa d'un petit Miles, né le 6 avril 2012. 
Frank possède énormément de tatouages, dont un qui a été réalisé par la tatoueuse Kat Von D, dans le cadre de l'émission LA Ink, ce tatouage représente le grand-père de Frank. 
Iero a été élu végétarien le plus sexy par PETA en 2008 aux côtés d'Alyssa Milano.
Il est également connu pour posséder plusieurs chiens.

## Discographie

### Pencey Prep
- Heartbreak in Stereo (2001)

### My Chemical Romance
- I Brought You My Bullets, You Brought Me Your Love (2002)
- Three Cheers for Sweet Revenge (2004)
- The Black Parade (2006)
- Dangers Days: True Lives of the Fabulous Killjoys (2010)

### LeATHERMØUTH
- XØ (2009)

### frnkiero and the celebration
- Stomachaches (2014)

### Frank Iero & The Patience
- Parachutes (2016)
- Keep The Coffins Coming (2017)

### Death Spells
- Nothing Above, Nothing Below (2016)

### Frank Iero and the Future Violents
- Barriers (2019)
- Heaven Is A Place, This Is A Place (2021)

### L.S. Dunes
- Past Lives (2022)
- Violet (2025)